# Сан Себастијано Куроне
Сан Себастијано Куроне (итал. San Sebastiano Curone) је насеље у Италији у округу Алесандрија, региону Пијемонт.
Према процени из 2011. у насељу је живело 468 становника. Насеље се налази на надморској висини од 330 м.

## Становништво
| 1931. | 1936. | 1951. | 1961. | 1971. | 1981. | 1991. | 2001. | 2011. |
| ----- | ----- | ----- | ----- | ----- | ----- | ----- | ----- | ----- |
| 1.075 | 959   | 916   | 779   | 631   | 565   | 585   | 543   | 591   |